# Филисовское сельское поселение (Вологодская область)
Фили́совское сельское поселение — муниципальное образование Усть-Кубинского района Вологодской области, существовавшее в 2004-2009 годах. Административным центром поселения являлась деревня Порохово. 9 апреля 2009 года все населённые пункты Филисовского сельского поселения вошли в Высоковское сельское поселение.
Территория поселения располагалась вдоль реки Кубены и граничила:
- на востоке и юго-востоке — с Сокольским районом
- на северо-востоке — с Харовским районом
- на севере — с Заднесельским сельским поселением
- на западе и юго-западе — с Устьянским сельским поселением
- на юге — с Высоковским сельским поселением

Протяжённость поселения с севера на юг составляла 35 км, с запада на восток — 12 км.

## История
Официальной датой образования Филисовского сельского поселения считается 6 декабря 2004 года. Территория сельского поселения полностью соответствовала границам Филисовского сельсовета.
Сам Филисовский сельсовет был образован одновременно с Усть-Кубинским районом — 14 января 1929 года — и с тех пор находился в его составе. Ранее все населённые пункты Филисовского сельсовета принадлежали Кадниковскому уезду Вологодской губернии.
18 июля 1954 год границы Филисовского сельсовета были изменены: к нему была присоединена территория Устьянского сельсовета. А 29 февраля 1960 года объединённый сельсовет стал называться Устьянским.
12 ноября 1960 года Усть-Кубинский район был упразднён и Устьянский сельсовет присоединили к Сокольскому району. Однако 12 января 1965 года Усть-Кубинский район был восстановлен и через два дня Устьянский сельсовет вновь вошёл в его состав. В январе 1969 года Филисовский сельсовет был выделен из состава Устьянского и просуществовал в этих границах вплоть до своего упразднения. 1 января 2006 года Филисовский сельсовет был преобразован в Филисовское сельское поселение, административным центром поселения стала деревня Порохово. Просуществовав чуть более 4 лет, 9 апреля 2009 года Филисовское сельское поселение было упразднено, а его территория вошла в состав Высоковского сельского поселения.

## Состав
В состав Филисовского сельского поселения входило 25 деревень, 2 села и 1 посёлок:
| Населённый пункт       | ОКАТО          | Рег. номер | Расстояние до районного центра, км | Расстояние до центра поселения, км | Координаты                      |
| ---------------------- | -------------- | ---------- | ---------------------------------- | ---------------------------------- | ------------------------------- |
| деревня Ананьино       | 19 248 840 002 | 6586       | 9                                  | 7                                  | 59°39′03″ с. ш. 39°53′17″ в. д. |
| деревня Бакрылово      | 19 248 840 003 | 6587       | 16                                 | 6                                  | 59°42′02″ с. ш. 39°50′57″ в. д. |
| деревня Белавино       | 19 248 840 004 | 6588       | 12                                 | 3                                  | 59°42′02″ с. ш. 39°50′57″ в. д. |
| деревня Борисково      | 19 248 840 005 | 6589       | 12                                 | 3                                  | 59°40′30″ с. ш. 39°49′06″ в. д. |
| деревня Боярское       | 19 248 840 006 | 6590       | 19                                 | 8                                  | 59°43′37″ с. ш. 39°48′00″ в. д. |
| посёлок Воронино       | 19 248 840 007 | 6591       | 8                                  | 12                                 | 59°41′59″ с. ш. 39°46′43″ в. д. |
| деревня Горка          | 19 248 840 008 | 6592       | 11                                 | 9                                  | 59°43′09″ с. ш. 39°48′38″ в. д. |
| деревня Дмитриево      | 19 248 840 009 | 6593       | 34                                 | 25                                 | 59°47′53″ с. ш. 39°57′28″ в. д. |
| деревня Ельцино        | 19 248 840 010 | 6594       | 30                                 | 21                                 | 59°47′12″ с. ш. 39°55′50″ в. д. |
| деревня Заборье        | 19 248 840 011 | 6595       | 28                                 | 18                                 | 59°45′53″ с. ш. 39°53′42″ в. д. |
| деревня Зиновское      | 19 248 840 012 | 6596       | 24                                 | 18                                 | 59°44′43″ с. ш. 39°49′37″ в. д. |
| деревня Ивакино        | 19 248 840 013 | 6597       | 11                                 | 2                                  | 59°40′00″ с. ш. 39°50′48″ в. д. |
| деревня Канское        | 19 248 840 014 | 6598       | 8                                  | 6                                  | 59°38′30″ с. ш. 39°53′09″ в. д. |
| деревня Климушино      | 19 248 840 015 | 6599       | 7                                  | 2                                  | 59°38′52″ с. ш. 39°48′23″ в. д. |
| деревня Кузнецово      | 19 248 840 016 | 6600       | 19,5                               | 7                                  | 59°43′26″ с. ш. 39°48′30″ в. д. |
| деревня Малое Воронино | 19 248 840 018 | 6601       | 8                                  | 13                                 | 59°42′32″ с. ш. 39°46′13″ в. д. |
| деревня Митрофаниха    | 19 248 840 017 | 6602       | 24                                 | 8                                  | 59°45′04″ с. ш. 39°51′29″ в. д. |
| село Новое             | 19 248 840 020 | 6603       | 25                                 | 12                                 | 59°45′30″ с. ш. 39°52′02″ в. д. |
| деревня Останково      | 19 248 840 019 | 6604       | 9                                  | 2                                  | 59°39′31″ с. ш. 39°48′52″ в. д. |
| деревня Павловское     | 19 248 840 021 | 6605       | 27                                 | 14                                 | 59°46′39″ с. ш. 39°52′43″ в. д. |
| деревня Петраково      | 19 248 840 022 | 6606       | 20                                 | 8                                  | 59°44′16″ с. ш. 39°48′11″ в. д. |
| деревня Плющево        | 19 248 840 023 | 6607       | 8,5                                | 0,5                                | 59°39′18″ с. ш. 39°50′12″ в. д. |
| деревня Порохово       | 19 248 840 001 | 6585       | 10                                 | —                                  | 59°39′29″ с. ш. 39°50′29″ в. д. |
| деревня Рудино         | 19 248 840 024 | 6608       | 23                                 | 10                                 | 59°44′43″ с. ш. 39°50′27″ в. д. |
| деревня Сверчково      | 19 248 840 025 | 6609       | 13                                 | 6                                  | 59°40′57″ с. ш. 39°52′45″ в. д. |
| село Старое            | 19 248 840 026 | 6610       | 28,5                               | 20                                 | 59°47′15″ с. ш. 39°54′24″ в. д. |
| деревня Ушаково        | 19 248 840 027 | 6611       | 26                                 | 17                                 | 59°45′46″ с. ш. 39°50′21″ в. д. |
| деревня Филисово       | 19 248 840 028 | 6612       | 8,5                                | 1                                  | 59°39′02″ с. ш. 39°49′40″ в. д. |

Кроме того, на территории бывшего поселения располагается около 800 дачных хозяйств.

## Общая информация
Жители бывшего поселения преимущественно заняты в сельском хозяйстве. Посевные площади составляют около 1843 га. Функционируют два сельхозпредприятия — отделение «Маяк» ОАО «Вологодский картофель» и КФХ «Святой Рожок».

Кроме того, на территории бывшего поселения располагаются следующие социальные учреждения:
- Филисовский детский сад (д. Порохово)
- Филисовская начальная общеобразовательная школа (д. Порохово). Давала начальное образование, в октябре 2009 года закрыта.
- Филисовский сельский дом культуры. СДК имеет зрительный зал на 50 мест. Здесь также проходят дискотеки и всевозможные праздники, организованы клубы по интересам и спортивные секции.
- Филисовская библиотека (д. Порохово). Книжный фонд библиотеки составляет более 5 тыс. экземпляров. Библиотека оформляет книжные выставки и проводит массовые мероприятия совместно с домом культуры.
- ФАПы:
  - Филисовский фельдшерско-акушерский пункт (д. Порохово).
  - Старосельский фельдшерско-акушерский пункт (с. Старое).

На территории бывшего поселения расположена АТС в д. Порохово на 80 номеров. Также доступны услуги сотовых операторов «МегаФон», «МТС» и «Билайн». Среди телевизионных каналов присутствуют «Первый канал», «Россия 1», «Россия К», НТВ, ТВЦ, Муз-ТВ, РЕН, «Россия-Спорт», ТНТ и вологодский городской канал ТВ-7. Радиоточек и уличных динамиков нет.

## Транспортное сообщение
Протяжённость автомобильных дорог по территории бывшего поселения составляет 45,9 км, в том числе:
- областного значения — 30,4 км (из них с асфальтово-бетонным покрытием — лишь 9 км);
- местного значения — 15,5 км.

Имеется также 6 мостов.
Деревни бывшего Филисовского сельского поселения не имеют прямого пассажирского сообщения с районным центром, поэтому местные жители добираются до своих населённых пунктов либо на личном транспорте/такси, либо пешком от посёлка Высокое.

## Достопримечательности
- Николаевская Филисовская церковь, 1907 года постройки (д. Филисово). Сейчас храм находится в полуразрушенном состоянии.
- деревянная часовня в д. Сверчково, 1907 года постройки.
- обелиски погибшим воинам Великой Отечественной войны 1941—1945 годов в д. Порохово и с. Старое
- богадельня купца И. Н. Лукачёва (с. Старое), начало XX века
- каменное здание ПТУ им. И. Н. Лукачёва (с. Старое), начало XX века
- Утраченные достопримечательности:
  - Николаевская Новосельская церковь, 1794 года (с. Новое). При ней было две часовни.
  - Николаевская Старосельская церковь (с. Старое). Тёплая церковь — 1826 года постройки, холодная церковь с колокольней — 1835 года постройки.
  - деревянная часовня Успения Божией Матери, 1896—1898 годы (д. Плющево)
  - шестигранная часовня с колокольней во имя Святого Пророка Крестителя Господня Иоанна (д. Филисово)

## Промыслы
Традиционные промыслы всегда занимали особое место в производстве и культуре местных жителей. Из них на территории поселения известны:
- роговые промыслы. Являлись основными занятиями местных жителей, начиная с XIX века. Так называемый «Устьянский рог», производимый в этих деревнях и сёлах, славился не только в Вологодской губернии, но и продавался по всей стране[7]. Центром рогового промысла была д. Филисово. Этими промыслами занимались около 300 семейств, некоторые из них разбогатели на продаже изделий из рога. В 1918 году, после установления советской власти кустари были объединены в артель роговых и кружевных изделий. В 1924—1925 в Филисово была организована артель «Первенец Севера», которая в 1929 году была реорганизована в фабрику роговых изделий. Особое развитие фабрика получила после окончания Великой Отечественной войны, когда на ней выпускалось около 18 видов изделий. В 1980-е годы роговая фабрика была закрыта, а обработка рога прекратилась. С 1990-х годов делаются попытки восстановить этот промысел.
- катальные промыслы. С XIX века наиболее распространены были в д. Сверчково. Тогда катанием валенок занималась семья Еремеевых, чья продукция пользовалась хорошим сбытом. Катальные промыслы сохранились и в XXI веке.
- соляные промыслы. Просуществовали всего 2-3 года (1925—1927). Место добычи соли находилось между озерком Круглое и речкой Роглой и называлось «Усольем».
- кружевоплетение, вышивка и прядение.
- резьба, изготовление корзин, топорищ, грабель и наличников.
- пивоварение.
- пчеловодство.